# علي حجازي (رياضي)
علي حجازي Ali Hijazi، (من مواليد 23 نوفمبر 1976 في فريتاون، سيراليون) هو شخصية رياضية وخيرية مزدوجة الأصول لبنانية وسبراليونية، لاعب ومدرب كرة سلة دولي سابق في الفريق الوطني السيراليوني، ويشغل حاليا إلى حدود معطيات 2018، مدير فريق الوطني لكرة السلة في سيراليون. كما عمل سابقا مدربًا للفريق الوطني لكرة السلة منذ عام 2004.
ولد علي حجازي في مدينة فريتاون، عاصمة دولة السيراليون لأبوين من أصول لبنانية.

## نشاطات موازية للميدان الرياضي
حجازي هو أيضا رجل أعمال في سيراليون والوكيل الحصري الحالي لفيليب موريس. 
كما اتجه حجازي أيضًا نحو الأعمال والأنشطة الخيرية والإنسانية في السيراليون على منوال العديد من الرياضيين الأفارقة في العالم، حيث ركز نشاطه الخيري على مساعدة الأشخاص منكوبي وضحايا الحرب في سيراليون التي حصدت الكثير من الضحايا المدنيين والأبرياء فيما يعرف بحروب اللوبيات وتجار ثروة الشعوب خصوصا أن سيراليون غنية بأحجار ألماس والذهب.

## علي حجازي نموذج ناجح لسيراليوني لبناني
سيراليونيون لبنانيون، أو لبنانيون من أصل سيراليوني أو لبنانيون سيراليونيون أو مجنسون لبنانيون في السيراليون، هم مهاجرون أو مولودون لبنانيون في السيراليون، مجنسون أو مجرد مقيمين يعيشون ويشتغلون في مختلف القطاعات في دولة السيراليون.
يعتبر علي حجازي نموذج ناجح من بين العديد من نماذج السيراليونيين اللبنانيين في مختلف المجالات الرياضية والتجارية والسياسية والفنية.
حيث اعتبر المهاجر اللبناني أول المهاجرين العرب إلى غرب إفريقيا. ففي منتصف القرن التاسع عشر، بدأت أولى طلائع الهجرة اللبنانية عندما ضربت أزمة دودة القز لبنان عندما كانت جزءا من الإمبراطورية العثمانية. عندها وصل اللبنانيون الأوائل إلى سيراليون البريطانية في عام 1893. وكانت المجموعات الأولى من المسيحيين الموارنة، ولكن ابتداءً من عام 1903، بدأ الشيعة المسلمون اللبنانيون في الوصول إلى السيراليون من جنوب لبنان حيث كانت هناك أزمة زراعية خانقة في الجنوب اللبناني.
عمل اللبنانيون في البداية كتجار صغار، كباقي تجار الساحل من السيراليون، وبمرور الوقت اندمجوا في الحياة الاقتصادية والاجتماعية والثقافية السيراليونية بشكل إيجابي.